# Fritz Springmeier
Fritz Springmeier, (24 de septiembre de 1955 (Garden City), Estados Unidos.
Es un periodista de investigación estadounidense, escritor, historiador y teórico de las "Teorías de la Conspiración". 
Ha escrito una serie de libros afirmando tales teorías como que hay fuerzas satánicas poderosas y elitistas detrás de un movimiento de varias familias illuminati y organizaciones tales como la ONU encaminadas a llevar a cabo una dominación a escala global. Lo que se conoce comúnmente en Política Internacional como el "Nuevo  Orden Mundial".

## Biografía
Springmeier ha escrito y autopublicado una serie de libros basados en los Illuminatis y su uso del control mental. Ha respaldado la teoría sobre la existencia del Proyecto Monarch, un supuesto proyecto CIA control mental cuya existencia se basa en las afirmaciones de Cathy O'Brien
Los primeros trabajos de Springmeier, "La Atalaya y los masones", se centran en la relación entre los Testigos de Jehová y la Francmasonería. En este libro describe una relación entre Charles Taze Russell y el llamado "Establecimiento del Este". Springmeier siguió estos enlaces en la Masonería e hizo un examen más profundo del establecimiento del Este.

## Condena penal
El 31 de enero de 2002, Springmeier fue acusado en el Tribunal de Distrito de los Estados Unidos en Portland, Oregón, en relación con un robo a mano armada. El 12 de febrero de 2003, fue declarado culpable de un cargo de robo a mano armada y un cargo de ayuda y complicidad en el uso de un rifle semiautomático durante la comisión de un delito grave en violación. En noviembre de 2003, fue sentenciado a 51 meses de prisión por el cargo de robo a mano armada y 60 meses al cargo de ayuda e instigación, multa de $ 7,500, ordenó pagar $ 6,488 en concepto de restitución y $ 200 adicionales. La condena del Sr. Springmeier fue confirmada por el Tribunal de Apelaciones de los Estados Unidos para el Noveno Circuito. Fue encarcelado y salió de la prisión federal el 25 de marzo de 2011.
 